# Alioune Badara Coulibaly
Pour les articles homonymes, voir Coulibaly.
Alioune Badara Coulibaly né à Saint-Louis du Sénégal en 1945, est un écrivain,  poète, romancier, épistolier et ancien directeur d'école sénégalais.

## Biographie
Né au quartier Sénéfobougou, dans le faubourg de Sor, à Saint-Louis du Sénégal, au sein d'une famille issue de la vieille noblesse bambara (bamanan), il a été révélé au public par son ami, le chantre de la négritude Léopold Sédar Senghor, avec qui il a entretenu une longue amitié faite d'échanges culturels fructueux. Il a consacré à ce dernier un recueil intitulé Bon anniversaire, Sédar (1996).
Son père est né à Sikasso (à l'époque , Capitale du Royaume du Kénédougou, dans  l'ancien Soudan français, actuelle République du Mali); sa mère, à Saint-Louis du Sénégal.
Son premier livre de poésie, Sénéfobougou natal (1969), qui devait être publié en France à Limeray, ne voit pas le jour. Après la signature du contrat et la sortie d'un catalogue, l'éditeur français reste introuvable malgré les recherches effectuées en 1970-1974 par l’ambassadeur André Guillabert, sur instruction du poète président Senghor.
Alioune Badara Coulibaly est titulaire d'une maîtrise en administration scolaire (projet PAES/Université Sherbrooke). Il a été successivement directeur d'école à François Salzman et Soukeyna Konaré (Saint-Louis), laissant derrière lui le souvenir d'un chef d'établissement compétent au commerce facile. Il a aussi été producteur d'émissions culturelles à Radio Dunyaa de Saint-Louis (6 août 1999-31 août 2004), vacataire au Centre culturel français de Saint-Louis (2001-2003) Institut culturel et linguistique Jean-Mermoz. Ancien Secrétaire général adjoint de l'Alliance franco-sénégalaise de Saint-Louis (2002). Membre correspondant de l'Académie européenne des sciences, des arts et des lettres (AESAL), mars 2011. Membre d'Amnesty International, section de Saint-Louis (avril 2011).
Très attaché à ses parents, il perd son père le 10 juillet 1970 et sa mère fort avancée en âge, le 10 juin 1999. Il leur a  consacré de multiples poèmes. Il est le frère cadet de l'intellectuel et homme politique Insa Coulibaly. Une solide amitié le lie  au poète franco-bulgare Athanase Vantchev de Thracy. Il compte comme ami d'enfance et préfacier attitré, le Professeur Banda Fall, section de Français de l'Université Gaston Berger de Saint-Louis. En 1996, paraît son premier recueil de poésie, intitulé Bon anniversaire, Sédar. Ce poème de 32 pages est dédié à son mentor, le poète président Senghor. C'est un poème que le chantre de la Négritude avait lu et apprécié qu'Alioune Badara Coulibaly fait paraître aux éditions Xamal de Saint-Louis, lui rendant hommage pour la célébration de ses 90 ans par l'UNESCO.
Alioune Badara Coulibaly est membre fondateur et président du Cercle des écrivains et poètes de Saint-Louis (CEPS). Cette structure organise La Fête Internationale du Livre de Saint-Louis et Le Festival international de poésie de Saint-Louis, en partenariat avec une association française, Colères du Présent, basée à Arras dans le Pas-de-Calais. Il est aussi membre de l'UPF (Union des poètes francophones). Alioune Badara Coulibaly a participé au congrès de l'UPF à Avignon (France) en avril 2007.
Il figure dans l'Anthologie 2007-2008 de l'UPF, l'Anthologie Europoésie 2008 et dans diverses revues culturelles francophones. Il est aussi membre de Poetas del Mundo (Poètes du Monde).
Le 4 août 2007, la cérémonie de dédicace du quatrième ouvrage d'Alioune Badara Coulibaly, Rumeurs des alizés, a été organisée à la Chambre de Commerce de Saint-Louis. À cette cérémonie, étaient présents, ses ex-collègues enseignants, son éditeur Charles-Élie Moreau, des habitants du quartier de Sénéfobougou, des membres de sa famille et des écrivains venus de toutes les régions du Sénégal.
Le 9 août 2007, il apprend le décès inattendu de son frère cadet Oumar Pascal. Cette mort l'affecte profondément.
En janvier 2008, il est nommé Délégué de l'UPF pour le Sénégal. En mars, l'association Rencontres européennes Europoésie, le nomme aussi Délégué pour le Sénégal. En juin, il préside comme invité d'honneur et parrain, les journées poétiques de Ndayane Poponguine. En novembre, il participe aux journées poétiques internationales de Dakar, organisées par son ami, le poète Amadou Lamine Sall. Un homme les unit : Léopold Sédar Senghor. Alioune Badara Coulibaly est lauréat du Concours Europoésie 2008 et de la Francophonie.
Le 3 octobre 2009, il est nommé Ambassadeur du Mouvement Poetas del Mundo (Poètes du Monde) pour le Sénégal. Le siège du Mouvement est à Santiago de Chili. La mission diplomatique du poète Alioune Badara Coulibaly consiste pour l'essentiel à : « représenter le Mouvement Poètes du Monde au Sénégal ; mettre la force de son verbe poétique au service de l'humanité, pour la paix dans le monde, la justice pour tous, l'égalité effective entre tous les habitants de la Terre, la liberté, le droit des peuples à exister et à vivre en paix ».
Le 10 janvier 2010, le monde de la culture célèbre le centenaire de la naissance de Alioune Diop, fondateur de Présence africaine, né le 10 janvier 1910 et décédé le 2 mai 1980 à Paris. Le lendemain, un hommage lui est rendu au Quai des Arts, à Saint-Louis. Devant un grand public comprenant Christiane Yandé Diop la veuve d'Alioune Diop, ses enfants, sa famille, le Maire de Saint-Louis, des femmes et hommes de culture dont Djibril Tamsir Niane, Makhily Gassama, Jacques Diouf, Directeur général de la FAO, Madany Sy, ancien ministre, entre autres, le poète président fondateur du CEPS Alioune Badara Coulibaly rend un vibrant hommage à Alioune Diop.
Le 13 février 2010, Alioune Badara Coulibaly répond à l'invitation des étudiants poètes de l'université Gaston-Berger de Saint-Louis. Les étudiants y définissent leur nouvelle vision de la poésie, suivie d'une veillée poétique. Le poète Alioune Badara Coulibaly  a fait une intervention sur la situation de la poésie au Sénégal et dans le monde. Il dit tout l'espoir que suscite la poésie malgré les difficultés qu'elle traverse.
Le 30 octobre 2010, avec la participation de son ami et mécène Jean-Jacques Bancal, le poète Alioune Badara Coulibaly présente à la presse, à bord du bateau le Bou El Mogdad, son premier roman intitulé Sur le long chemin de l'exode. En novembre 2010, Alioune Badara Coulibaly s'illustre également dans le genre épistolaire par un livre intitulé Pas d'ici sans ailleurs publié par les éditions françaises Calliopées (Clamart) et coécrit avec l'écrivaine française Rome Deguergue, dans le cadre de correspondances.
Le samedi 8 janvier 2011, le poème Haïti in Memoriam d'Alioune Badara Coulibaly est lu sur les ondes de RFI, dans l'émission Spéciale Haïti. Le 12 janvier 2011, date anniversaire de la commémoration du séisme qui a frappé Haïti, l'auteur donne une lecture de son poème à l'université Gaston-Berger de Saint-Louis. Du 1er au 17 février 2012, le poète Alioune Badara Coulibaly est invité par les écrivains maliens. À cette occasion, il a séjourné à Bamako et Sikasso où il est invité au Festival Triangle du balafon; un retour aussi au pays des origines: le Kénédougou.
Mars 2013, sur proposition d'Olivier Furon, Président de la Société des Auteurs et Poètes de la Francophonie (SAPF), Alioune Badara Coulibaly est nommé Délégué de la SAPF pour le Sénégal et les pays africains francophones.
Le Festival international de Poésie, organisé par le Cercle des écrivains et poètes de Saint-Louis (CEPS), du 3 au 5 décembre 2015, a comme parrain le poète Charles Carrère. Lors de la cérémonie d'ouverture à l'Institut français de Saint-Louis, Alioune Badara Coulibaly, poète président du CEPS, a rendu un vibrant hommage au parrain Charles Carrère. En février 2022, Alioune Badara Coulibaly crée sa maison d'édition dénommée: Les Editions Lassana Zana (ELZ).

## Œuvres
- Bon anniversaire, Sédar, éditions Xamal, Saint-Louis, 1996
- Sénéfobougou Natal 2, éditions Xamal, Saint-Louis, 1997
- Chant du Soir, éditions Xamal, Saint-Louis, 1999
- Rumeurs des Alizés (Sénéfobougou 3), Le Nègre international éditions, Dakar, 2007
- Pas d'ici, sans ailleurs, Alioune Badara Coulibaly/Rome Deguergue 2008 PYLF France
- Les Dix Mots de la langue française : Union des poètes francophones et les auteurs (collaboration),  (ISSN 1774-4458), édition Relcofax Nyons France, mars 2008.
- Anthologie Europoésie (collaboration), 2008, Rencontres européennes Europoésie.
- Sénégal: L'eau à palabres (collaboration), éditions du Garde-Temps 2009 France.
- Rayons de Soleil sur Saint-Louis, Le Nègre international éditions, Dakar, 2009, préface de Bernard Mouralis.  (ISBN 2-84 520-038-2) juillet 2009, 83 p.
- Sur le long chemin de l'exode, roman, 124 pages, Impulse Les Éditions, Dakar, 2010, préface d'Agnès Pasquier,  (ISBN 978-2-35749-001-7).
- Anthologie poétique (collaboration) : Enchantons la vie/ Glorifying Life, éditée par l'Académie européenne des sciences, des arts et des lettres (AESAL), 2010, Antibes.
- Parfums d'exil de Papa Sada Anne - (Poésie) - 2010- préface d'Alioune Badara Coulibaly.
- Que peut la littérature en ces temps de détresse ? Cahier du PEN CLUB 1, correspondances, Alioune Badara Coulibaly - Rome Deguergue, 192 pages,  (ISBN 978-2-916608-25-9), novembre 2010, Éditions Calliopées, France
- Anthologie 2012 de l'Union des Poètes francophones- Editions Thierry Sajat- (ISBN 978-2-35157-318-1),  pages 41–42.
- Le Temps des Mots  d'Hugo Baudière Mbaye (Poésie)- 2012- Préface d'Alioune Badara Coulibaly.
- Les Larmes du cœur, éditions Edisal, 96 pages -  Dakar -  (ISBN 9782354370305) -  janvier 2015 (poésie)
- Chant du soir 2015, 12 août 2015, 70 pages, Edilivre, Paris -  (ISBN 9782332952479).
- Anthologie "Éloge et défense de la langue française" (collaboration). Editions Unicité (Paris France) 2016.
- Anthologie "Plaidoyer pour la paix" (contribution page 59). Maison d'édition: La pruche et le pin, Québec 2016.  (ISBN 9782980932823).
- Anthologie "Centrafrique , Debout!" Poèmes de révolte et d'espoir.(collaboration pages 30,31). Editions Cultures croisées  (ISBN 291305949X).
- "Tel est mon chant" (poèmes) de Seydi Sow, postface du poète Alioune Badara Coulibaly. Edilivre-Paris, 2015-  (ISBN 9782334035699)

,,,,.
- Autour de la littérature saint-louisienne, Hors série no 03/2018, édité par Lifongo VETINDE, Revue du Groupe d'études linguistiques et littéraires GELL, Université Gaston Berger de Saint-Louis, 2018, ISSN 0850-5543
- Chant vespéral, Abis éditions, 86 pages, 2019, Dakar,  (ISBN 9782378540074)
- Anthologie de poésie sénégalaise et gambienne. Contribution: pages 74-75. Editions Maguilen  (ISBN 978-2-87774-037-1). Abis éditions  (ISBN 978-2-91816544-6)
- Anthologie de poésie sénégalaise et congolaise. Contribution: pages 103-104-105, Les Editions Maguilen Abis éditions 978-2-37854-011-1
- Anthologie de Poésie 2020, contribution pages:17-18, Editions les Poètes Français, Paris,  (ISBN 9782845292987)
- Verve nocturne/Dans l'univers du conte et de la poésie de Tafsir al Ousseynou SAMB, Préface de Alioune Badara COULIBALY(pages 19 à 25)- Editions  L'Harmattan-Sénégal/2020-  (ISBN 978-2-343-19916-0).
- "Fractures amères" recueil de poèmes de Hubert Paran, octobre 2021, Presses de l'Imprimerie des 4,  (ISBN 978-2-9573665-2-1),France, Préface de Alioune Badara COULIBALY
- "Les dernières fleurs du jardin', 2021, poésie, Alioune Badara COULIBALY, Editions Oxyzone Dakar  (ISBN 978-2-916948-034)
- "Le sourire du destin", Roman 186 pages - L'Harmattan/Sénégal - 2022-  (ISBN 978-2-14-030720-1)

## Distinctions
- Médaille de l'Excellence 2011 du Conseil régional de Saint-Louis du Sénégal
- Lauréat du Concours Europoésie 2008 - 2e Prix de la Francophonie (France)
- Médaille des Palmes saint-louisiennes pour les Arts et les Lettres 2012.
- Lauréat des Grands Prix de La SAPF  2013 France
- Prix Charles Le Quintrec , André-Ombreuse  - Mention spéciale - Prix de Francophonie 2013
- Nommé au Prix de Poésie Tchicaya U Tam'si   2014- Maroc.
- Lauréat du Prix d'Honneur (pour œuvres complètes) Prix littéraires fondation Naji Naaman[8] - 2015 - Liban.
- Membre honoraire de la Maison Naaman pour la Culture - Liban
- Prix Francophonie Concours 2017 (pour l'ensemble de ses textes) Association Rencontres Européennes-Europoésie
- Lauréat du Prix de Poésie David-Diop 2018 de la Journée internationale  de l'Écrivain africain, le 6 novembre 2018  à Dakar Sénégal
- Chevalier de l'Ordre national du Lion du Sénégal, promu en  2018, décerné le jeudi 9 janvier 2020 par le Ministre de la Culture et de la Communication, au Musée des civilisations noires, à Dakar.
- Prix: Diplôme d'Honneur de la Francophonie pour le Concours 2020- UNICEF-Thème: Protection de l'Enfance- Prix décerné pour : "L'ensemble de ses poèmes". Association Rencontres Européennes- Europoésie.